# Рудня (Ковельський район)
Ру́дня — село в Україні у Ковельському районі Волинської області. Населення становить 247 осіб. Входить до складу Смідинської сільської громади.

## Географія

Село Рудня знаходиться за 24 км від Старої Вижівки та за 18 км від залізничної станції Мацеїв, розташована за 32км . від міста Ковеля . В кінці 19 століття в селі було 15 домів і 97 жителів. На сторінках нашої історії живуть також згадки і про те, що близько 60 хуторів оточували с. Рудня у повоєнний період. На даний час в селі проживає — 247 чоловік.

## Історія
За переказами Рудні більше 4-ох сотень літ . Як відгомін віків, звучать перекази про те, що ніби в цій місцевості по берегах річки Вижівки вели розробки так званої болотяної руди. Звідси й народилася назва населеного пункту .
У 1910 році жителі с. Рудня закупили в пана Міочинського, який мешкав у Лукові, 207 десятин землі і працювали одноосібно. Селяни поділялись на середняків і бідняків. Пан, продавши землю, змушував сплачувати за її великі податки грішми. Розміри податків були величезні.
На сторінках нашої історії живуть згадки про ярмо польської шляхти в особі пана Міочинського, який не відзначився особливою добротою та люб'язністю до селян, через що селяни мусили шукати кращого життя за океаном. Улітку 1919 року польська шляхта захопила частину України до Житомира. Таким чином, західна частина колишньої Волинської губернії залишилась у складі Польщі, село Рудня було окуповане польськими військами.
У 1934 році проходить бурхливий період селянських страйків, організованих осередком КПЗУ, що боровся за встановлення радянської влади на західній Україні. Це стосується і руднянців.
```

У 1936—1938 роках були заарештовані Цюпак  Василь та  Цюпак Юрій, які  відбували  ув'язнення в Картузькій  Березі .
```

З приходом у село радянської окупації в селі почала діяти сільська рада. Першим головою сільської ради був Іванчик Семен.
З часом головами сільської Ради були: Киричук Андрій Максимович, Цюпак Тарас Трохимович, Максимук Степан Д. ,Янкевич Василь, Максимук Петро, Данелюк Андронік .
Сільська Рада знаходилася в центрі села, де проживала сім'я Максимуків.
11 травня 1957 року були об'єднані Кукуріківська Головнянського району і Сьомаківська Луківського району сільські ради з центром у селі Рудня, а сільська рада стала Руднянською Луківського району.
23 вересня 1959 року Указом Президії Верховної Ради УРСР ліквідований Луківський район .До Старовижівського району передано Руднянську сільську раду.
З 30.12.1962 р. до 08.12.1966 р. сільська рада відносилась до Любомльського району.
З 08.12.1966 року по даний час сільська рада відноситься до Старовижівського району.
У 1960 році сільська рада перенесена в приміщення контори колгоспу, а в 1983 році побудоване нове приміщення, яке існує до цього часу.
Сільськими головами працювали Гусар Мефодій, Шевчук Андрій І. Кучара Сергій, Панасюк Іван О. Муц Я. М.,Гузь Михайло М.,Марценюк Іван В. Поліщук Людмила І . Приходюк Олександр А.У жовтні місяці 2017 року відбулися вибори у Смідинську ОТГ і з цього періоду Руднянська сільська рада входить до її складу.
```

У 1940 році в с. Довгий  Ліс був організований колгосп, організатором якого був  Місюк Дмитро. Більшість земель с. Рудня належали цьому колгоспові.
```

## Воєнні часи
Мирну працю трудівників села було перервано 22 червня 1941 року, коли почалася війна .І наше село було окуповане фашистськими загарбниками, як і вся прикордонна Волинь . Німці змушували людей здавати худобу, продукти .Багато чоловіків пішло на фронт . У цей період у тутешніх лісах діяли партизанські загони різних ідеологічних спрямувань . Їх боротьба з фашистами та поміж собою була сповнена протиріччями, кривавими сутичками і численними жертвами серед мирного населення. Село було окуповане німцями з 28.06.1941 року по 18.07.1944 р. Під час окупації на село нападали німецькі литовці і мадяри, грабували, вбивали людей, палили село. З села на примусові роботи в Німеччину були вивезені Киричук Дарія Андріївна та Максимук Анастасія Андріївна. В Німеччині вони працювали на військових заводах та у господарів і перебували там з 1942 по 1945 роки.
За мужність і відвагу на фронтах війни 74 жителі села удостоєні урядових нагород .Війна спопелила 21 хату. Від рук червоних партизанів загинуло -40 чол. ,від рук ОУН-УПА — 43 чол. Від рук німецьких фашистів чи їх сателітів -39 чол. В т .ч на фронті -32 чол. Вивезено органами радянської влади у віддалені райони СРСР у 1939—1941 роках -11 чол. У повоєнний період-60 чол. На Обеліск Слави занесено імена 66 загиблих громадян, які самовіддано боролися за незалежність і полягли смертю хоробрих на фронтах війни.
Після війни було знесено всі хутори, люди перебиралися в село і об'єднувались в колгоспи. Колективізація велася командно-адміністративними методами. До колгоспу забирали не тільки землю, а й наявний у людей сільськогосподарський інвентар, худобу і навіть господарські споруди (клуні, тощо). Супротив колективізації карався штрафами, арештами, виселеннями. В селі Рудня колгосп було організовано з 10.05.1948 року. Його ініціаторами були Цюпак Юрій Йосипович, який був першим головою новоствореного колгоспу і Максимук Степан Денисович . Повністю завершена колективізація села була в 1948—1949 роках . В 1954 році відбулося укрупнення двох колгоспів: с. Сьомаки (к-п ім. Ворошилова) і колгосп ім. Дзержинського с. Рудня, а колгосп «Червоний колос» був приєднаний у 1957 році (с Кукуріки). Об'єднаний колгосп називався ім. Дзержинського .Головою колгоспу на той час був Максимук Михайло Леонтійович.

## Повоєнне село
Після воєнного лихоліття на Поліссі прискореними темпами велося мирне будівництво. Спраглі до творчої праці на користь краю його жителі проявляли справжній ентузіазм в усіх починаннях .На ключових напрямках господарювання бракувало спеціалістів, переважала ручна праця .І все ж село спиналося з колін, налагоджувався побут, зросло виробництво. Проходили роки, колгосп зміцнювався, розбудовувався, вирощувались високі врожаї жита та льону, картоплі та буряків, були високі надої молока та розвивалось тваринництво.. Правління колгоспу розміщувалось у конторі, цей будинок був побудований у 60-х роках і збережений до цього часу. Головами колгоспу були: Данелюк Андронік, Шевчук А. І, Баран Федір, Щесюк В. Ф. ,Цехош В. П.,Стоцький О. Д. ,Борис В . В, Гузь М. М. Славною сторінкою історії села є його жителі, які трудилися в полі на тваринницькій фермі: бригадири, ланкові, трактористи, комбайнери, водії, різноробочі .На тваринницькій фермі: доярки, телятниці, пастухи, свинарки, підвожчики кормів. Багато з них були занесені до «Книги пошани», яка велася в колгоспі. Також були нагороджені орденами і медалями, цінними подарунками, грамотами за трудові заслуги .Періодом процвітання нашого колгоспу було головування Щесюка В. Ф. та Цехоша В.П, які організували розбудову ферми, та сприяли розвитку села в цілому .
Йшли роки, змінювалися часи, назрівала перебудова .Колгосп ім. Д зержинського у 1993 році перейменували в КСП «Колос», у 2000 році перейменовано на СВК «Колос», у 2003 році СОК «Руднянський», у 2007 році ліквідація господарства згідно ст.40.п. 1 КзпП України .
Із 1960 по 1985 роки були благодатніми для розвитку інфраструктури наших населених пунктів: саме в цей період були побудовані основні сільські установи, прокладена дорога із твердим покриттям.
У 1985 році було побудовано колгоспом  дитячий садочок .В дитячому садочку прагнули   зробити для малечі усе, щоб  діти почували себе затишно, проводилися різні свята та урочистості, вихованці  активно брали участь в різних  районних конкурсах. В цьому заслуга всіх  працівників  закладу. З 1995 по 2007 рік садочок у зв'язку з фінансовою скрутою не працював, А у 2007 році відновив свою роботу і працює по даний час. Працівники закладу: Чабан Л. С.,Оніщук Л. В.,Сачук Т. А.,Бабій М. В.  - вкладають всі  сили та знання   у виховання дітей.

## Сучасне село

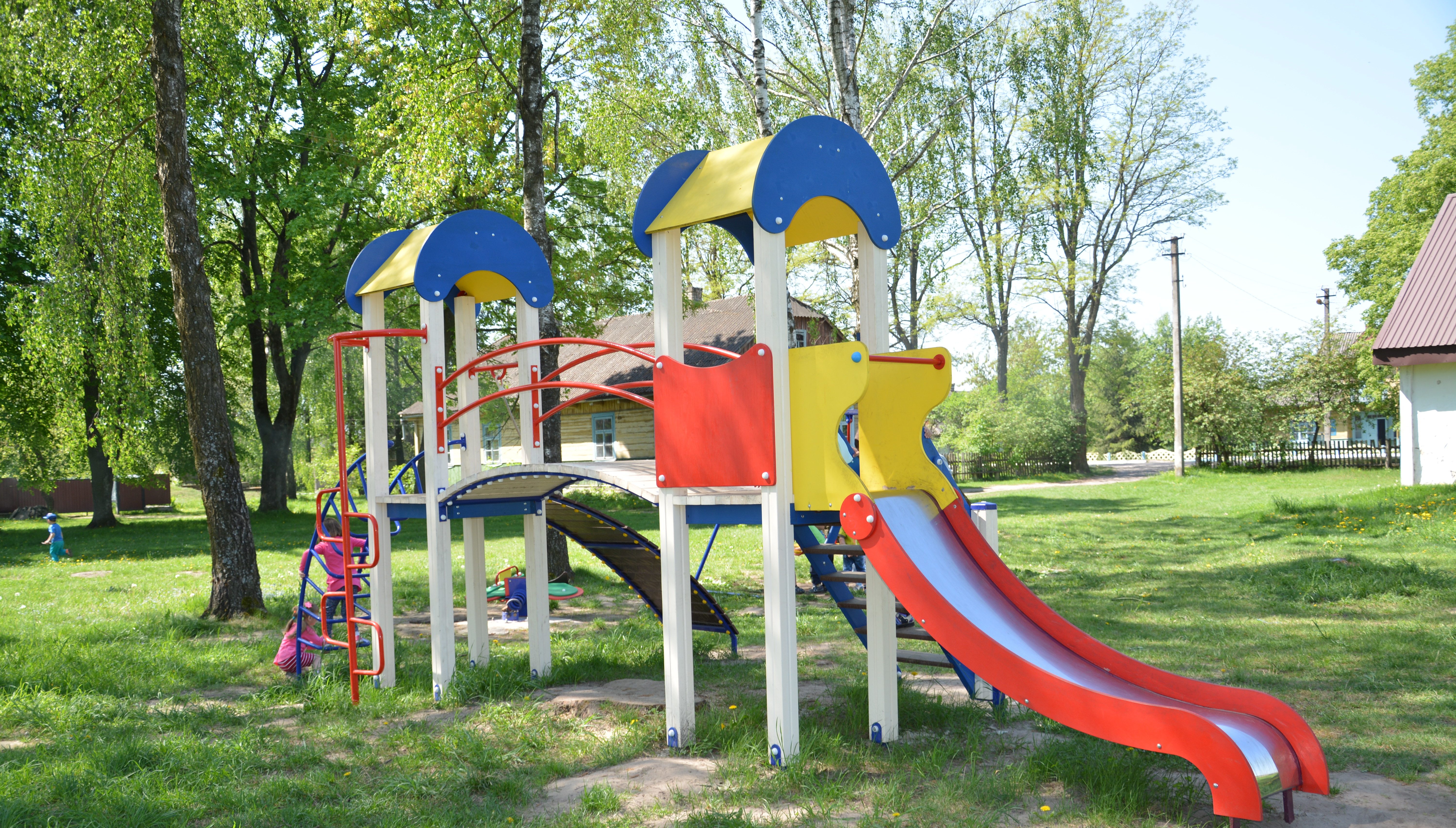

Село Рудня має своє відділення зв'язку з 1962 року, працівниками якого були Данелюк Володимир, Цехош Тамара І. і теперішній працівник Панасюк Наталія І. Дякуючи їм всім ми маємо тепер можливість отримувати періодичні видання, пенсіонери мають змогу отримати пенсії, соціальні виплати, маємо де оплачувати комунальні послуги Також у нашому селі є вежа оператора мобільного зв'язку КИЇВСТАР.
На території села Рудня функціонує один торговий заклад . який є платником податків і, відповідно, поповнює сільський бюджет.
Ще донедавна з гіркотою в душі дивилися селяни на поля, які поросли лісом і стали непридатними для обробітку. А вже сьогодні, з приходом інвестора у село, який заснував ТОВ «ГОЛДЕН-БЕРРІ» і розкорчували понад 30 га поля, знищили 20 річні самосіви дерев і кущів, здійснили культивацію 125 га земель для посіву, на 50 га угідь засіяли озимі культури.
Тепер більшість селян ведуть одноосібні господарства. Додатковий дохід місцеві жителі отримують, збираючи лісові дари — чорницю, ожину, гриби, та продаючи продукцію з присадибних ділянок . Особливу увагу приділяють картоплярвству, овочівництву. У приватному секторі починає відроджуватися і ягідництво.
Місцеві жителі із задоволенням відпочивають на просторах мальовничої природи. Якщо і ви бажаєте екстриму, то береги Вижівки чекають на ваші намети і спальні мішки.
І хоч жителів в селі не так і багато, усі вони пишаються своїм рідним селом, традиційно підкреслюють красу нашої природи, свою гостинність і щирість душі. І розуміють, що лише завдяки старанності та наполегливості, можуть зробити наше село справді унікальним. Адже працюємо заради майбутнього наших дітей та внуків.

## Населення
Згідно з переписом УРСР 1989 року чисельність наявного населення села становила 291 особа, з яких 133 чоловіки та 158 жінок.
За переписом населення України 2001 року в селі мешкало 295 осіб.

### Мова
Розподіл населення за рідною мовою за даними перепису 2001 року:
| Мова       | Відсоток |
| ---------- | -------- |
| українська | 99,34 %  |
| білоруська | 0,33 %   |
| російська  | 0,33 %   |